# Reckgawawanc
Manhattan (Rechgawawanc, Rechgawank), pleme američkih Indijanaca konfederacije Wappinger, porodica Algonquian, koje je u ranom 17. stoljeću naseljavalo sjeverni dio istoimenog otoka i istočnu obalu rijeke Hudson. Glavno naselje (Nappeckamack) im je bilo na mjestu današnjeg grada Yonkers u N.Y. Godine 1626. Nizozemci kupuju otok Manhattan, od Manhattan Indijanaca, no uskoro između 1640. i 1645. Manhattani i ostala Wappinger plemena potućena su u ratovima s Nizozemcima. 

## Ime
Naziv Manhattan, 'the hill island,' ili 'the island of hills,' dolazi iz manah 'island', -alin ` hill.'-Tooker. 

## Bande i sela
Frederick Webb Hodge Manhattane smatra Wappingerima, dok ih John Reed Swanton (1873-1958), američki antropolog, pod imenom Reckgawawanc drži za pleme iz Delaware grane Unami, a Lee Sultzman kao pleme konfederacije Metoac. 
Evan T. Pritchard, dijelom Micmac Indijanac, kaže da se Manhattani vode ponekad kao Wappingeri, ponekad kao Munsee. Bande prema Pritchardu, neki nazivi moguće su samo sela: 
- Acqueegecom ("Steep High Bank"),
- Conykeekst ("Little Narrow Tract"),
- Kentipath,
- Keskeskick ("Short Sharp Sedge Grass" ili "Where The Grass Rustles"),
- Manahattin ("Hilly Island"),
- Muscoota ("Place of Rushes"),
- Paparinemin,
- Quinnahung ("Long High Place"),
- Ranachqua ("End Place"),
- Rechgawank ("Sandy Place," za ove Pritchard smatra da su možda srodni Delaware bandi Haverstraw),
- Rechewanis ("Sandy Place"),
- Sachwranung,
- Schorankin,
- Shorakapkok ("A Cover"),
- Tenkenas ("Wild Land").

## Vanjske poveznice
- East Harlem History  Arhivirana inačica izvorne stranice od 2. veljače 2006. (Wayback Machine)
- Manhattan Indian Tribe History